# John Dominic Crossan

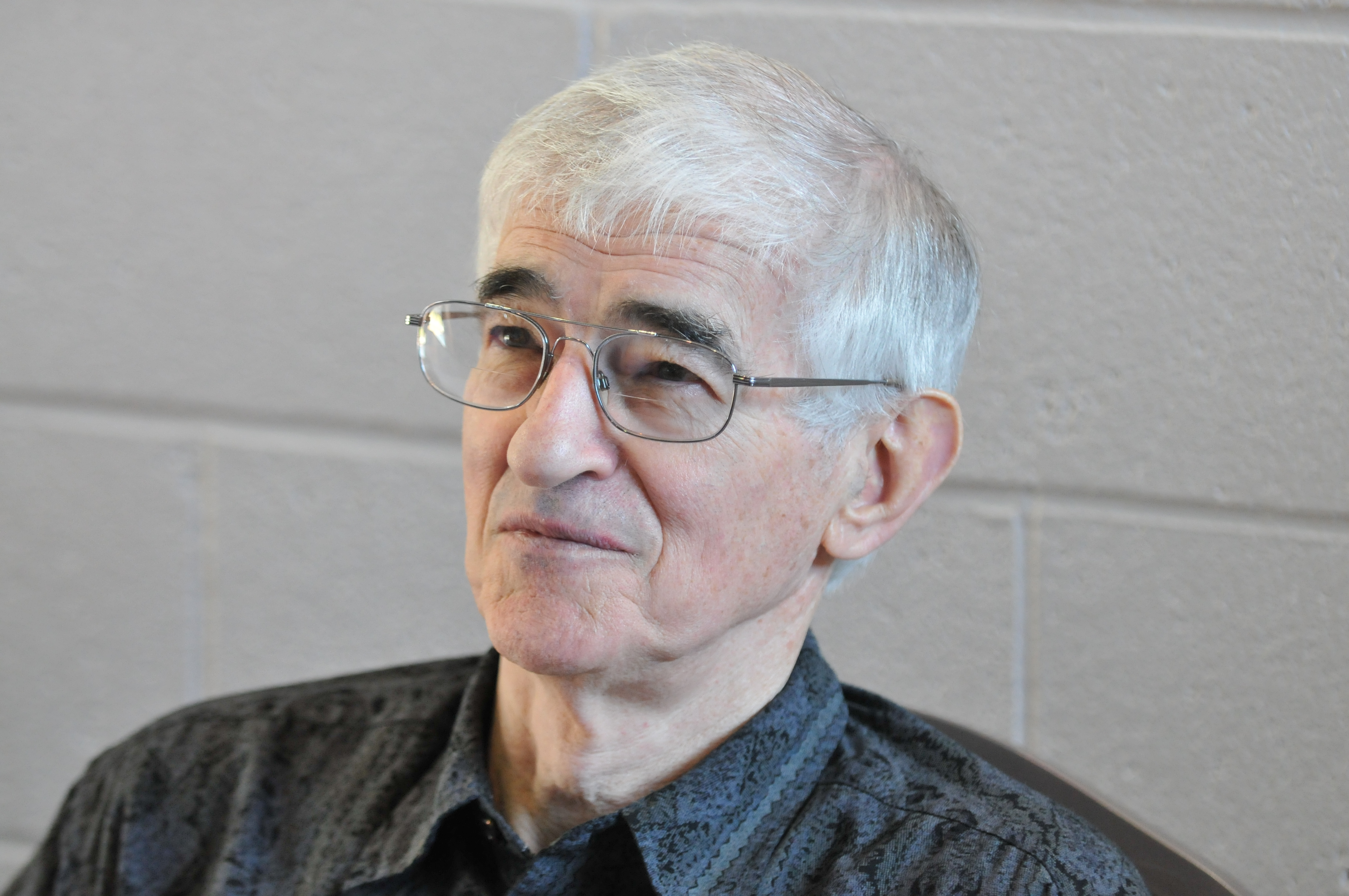
John Dominic Crossan (2008)

John Dominic Crossan (ur. 17 lutego 1934 w Nenagh, hrabstwo Tipperary, Irlandia) – profesor studiów biblijnych na DePaul University w Chicago, współzałożyciel Jesus Seminar, autor licznych krytycznych opracowań poświęconych szczególnie tematyce związanej z historią powstania Nowego Testamentu oraz osobą Jezusa z Nazaretu.

## Publikacje książkowe
- Scanning the Sunday Gospel,1966
- The Gospel of Eternal Life, 1967
- In Parables: The Challenge of the Historical Jesus, 1973, reprinted 1992, ISBN 0-06-061606-7
- The Dark Interval: Towards a Theology of Story, 1975, reprinted 1988, ISBN 0-944344-06-2
- Raid on the Articulate: Comic Eschatology in Jesus and Borges, 1976
- Finding Is the First Act: Trove Folktales and Jesus' Treasure Parable, 1979
- Cliffs of Fall: Paradox and Polyvalence in the Parables of Jesus, 1980
- A Fragile Craft: The Work of Amos Niven Wilder, 1981
- In Fragments: The Aphorisms of Jesus, 1983
- Four Other Gospels: Shadows on the Contours of Canon, 1985, reprinted 1992, ISBN 0-86683-959-3
- Sayings Parallels: A Workbook for the Jesus Tradition, 1986
- The Cross that Spoke: The Origins of the Passion Narrative, 1988
- The Historical Jesus: The Life of a Mediterranean Jewish Peasant, 1991, ISBN 0-06-061629-6 (wyd. polskie: Historyczny Jezus: Kim był i czego nauczał?, 1997, ISBN 83-05-12835-0)
- The Essential Jesus: Original Sayings and Earliest Images, 1994, reprinted 1998, ISBN 0-7858-0901-5
- Jesus: A Revolutionary Biography, 1994, ISBN 0-06-061662-8
- Who Killed Jesus? Exposing the Roots of Anti-Semitism in the Gospel Story of the Death of Jesus, 1995, ISBN 0-06-061480-3 (wyd. polskie: Kto zabił Jezusa? Korzenie antysemityzmu w ewangelicznych relacjach o śmierci Jezusa, 1998, ISBN 83-05-12981-0)
- Who Is Jesus? Answers to Your Questions about the Historical Jesus, edited with Richard Watts, 1996, ISBN 0-664-25842-5
- The Birth of Christianity: Discovering What Happened in the Years Immediately After the Execution of Jesus, 1998, ISBN 0-06-061660-1
- Will the Real Jesus Please Stand up?: A Debate between William Lane Craig and John Dominic Crossan, 1999, ISBN 0-8010-2175-8
- The Jesus Controversy: Perspectives in Conflict (Rockwell Lecture Series), with Luke Timothy Johnson, Werner H. Kelber, 1999, ISBN 1-56338-289-X
- A Long Way from Tipperary: A Memoir, 2000, ISBN 0-06-069974-4
- Excavating Jesus: Beneath the Stones, Behind the Texts, with Jonathan L. Reed, 2001, ISBN 0-06-061634-2
- In Search of Paul: How Jesus's Apostle Opposed Rome's Empire with God's Kingdom, with Jonathan L. Reed, 2004, ISBN 0-06-051457-4